# Teucrium vincentinum
Teucrium vincentinum là một loài thực vật có hoa trong họ Hoa môi. Loài này được Rouy miêu tả khoa học đầu tiên năm 1882.